# Cesco Vian
Francesco Vian, noto come Cesco Vian (Venezia, 13 maggio 1912 – Bordighera, 25 dicembre 2013), è stato un ispanista e traduttore italiano.

## Biografia
Ispanista di vaglia, ha insegnato presso l'Università Cattolica di Milano, a Torino e all'Università degli Studi di Parma. È anche stato direttore dell'Istituto Italiano di Cultura a Siviglia. Ha vissuto a Bordighera., dove è morto il 25 dicembre 2013 all'età di 101 anni.
Era fratello di Nello Vian, scrittore e bibliotecario, e di Ignazio Vian, partigiano.

## Opere
- Storia della letteratura spagnola dalle origini ai nostri giorni, Milano, Le lingue estere, 1941 (con Carlo Boselli)
- Carosello di narratori spagnoli, Milano, Martello, 1956
- Antologia della letteratura spagnola, Milano, Fabbri, 1969
- Storia della letteratura portoghese, Milano, Fabbri, 1969
- Grammatica della lingua spagnola, Milano, Cisalpino, 1978 (con Giuseppe Bellini)
- Invito alla lettura di Jorge Luis Borges, Milano, Mursia, 1980
- L'Alhambra di Granada, Novara, De Agostini, 1981
- Viaggio in Spagna: un itinerario alla frontiera d'Occidente, Novara, De Agostini, 1991

### Curatele
- Miguel de Cervantes, Don Chisciotte della Mancia, Novara, De Agostini, 1960 (2 voll.)
- Hernán Cortés, La conquista del Messico, Novara, De Agostini, 1961
- AA.VV., Cronache della Spagna picaresca, Milano, Club del libro, 1964
- Lope de Vega, Teatro scelto edito e inedito, Milano, Club del libro, 1964
- Jorge Luis Borges, La moneta di ferro, Milano, Rizzoli, 1981

### Traduzioni
- Hugo Wast, Oro, Milano, Istituto di propaganda libraria, 1936
- Luis Carreras, Spagna: processo alla rivoluzione, Milano, Istituto di propaganda libraria, 1939
- Ana María Matute, Infedele alla terra, Milano, Martello, 1951
- Raimonde Vincent, Campagna, Istituto di propaganda libraria, 1953
- Francisco de Quevedo, Narrazioni e fantasie satiriche, Milano, Club del libro, 1963
- Mercedes Salisachs, Vendemmia interrotta, Torino, SEI, 1964 (con Giancarlo Quadri)
- Farse spagnole del secolo d'oro, Novara, De Agostini, 1965 (anche curatela)
- Manuel Mujica Lainez, Bomarzo, Milano, Rizzoli, 1965
- Miguel de Cervantes, Travagli di Persile e Sigismonda, Milano, Club del libro, 1966
- Miguel Ángel Asturias, Mulatta senza nome, Milano, Mondadori, 1967
- Miguel Ángel Asturias, Uomini di mais, Milano, Rizzoli, 1967
- Miguel Ángel Asturias, Vento forte, Milano, Rizzoli, 1967
- Miguel Ángel Asturias, Gli occhi che non si chiudono, Milano, Rizzoli, 1968
- Félix Rodríguez de la Fuente, Gli animali e la loro vita, Novara, De Agostini, 1970 (9 voll.)
- Lope de Vega, Teatro, Novara, EDIPEM, 1973
- Julio Cortázar, Bestiario, Torino, Einaudi, 1974 (con Flaviarosa Rossini)
- Fernando Ortiz, Contrappunto del tabacco e dello zucchero, Milano, Rizzoli, 1982
- José Ortega y Gasset, Carte su Velásquez e Goya, Milano, Electa, 1984
- Juan Antonio Vallejo Nágera, Io, il re, Novara, De Agostini, 1986
- Julio Cortázar, Il persecutore, Torino, Einaudi, 2003
- Julio Cortázar, Le armi segrete, Torino, Einaudi, 2008